# Três de Maio
Três de Maio là một đô thị thuộc bang Rio Grande do Sul, Brasil. Đô thị này có diện tích 422,199 km², dân số năm 2007 là 23333 người, mật độ 55,27 người/km².